# Paramount Network
Paramount Network este un canal de televiziune prin cablu american deținut de MTV Entertainment Group, o unitate a Paramount Media Networks, o divizie a Paramount Global. Sediul canalului se află la studiourile Paramount Pictures din Los Angeles.
Canalul a fost fondat inițial ca un parteneriat între stația radio WSM și Westinghouse Broadcasting ca The Nashville Network (TNN) și a început transmisiunea pe 7 martie 1983. A prezentat inițial programe destinate culturii Statelor din Sud, inclusiv muzică country, emisiuni de varietăți, programe în aer liber și acoperire de curse auto (precum NASCAR). TNN a fost cumpărat de Gaylord Entertainment Company în 1983. După ce Gaylord a cumpărat CMT în 1991, programele de muzică ale TNN au fost mutate la CMT, lăsând pe TNN să se concentreze pe programe de divertisment și stil de viață.
În 1995, TNN și CMT au fost achiziționate de Westinghouse, care la rândul său a fost achiziționat de Viacom în 1999. Sub proprietăria lui Viacom, TNN a eliminat treptat programele influențată de țară în favoarea unui format general de divertisment atrăgând America de mijloc. S-a redenumit The National Network în septembrie 2000, coincizând cu premiera canalului a WWF Raw. În august 2003, TNN s-a relansat ca Spike TV, care a vizat o audiență tânără masculină. Din iunie 2006, programele canalului au avut o axare mai explicită pe genul de acțiune, iar în 2010, canalul a avut o concentrare crescândă pe seriale reality. Aceasta a culminat cu un rebrand final în 2015 să accentueze seriale balansate pe sexe (precum Lip Sync Battle) și o întoarcere la programe originale. 
Pe 18 ianuarie 2018, Spike s-a relansat ca Paramount Network, cu scopul de a alinia canalul cu studioul său omonim (care și-a împrumutat anterior numele canalului United Paramount Network) și de a-l poziționa ca un canal emblematic „premium”. Programul original cu cel mai mare succes al Paramount Network este Yellowstone—care a devenit rapid serialul său emblematic, și a dat naștere la o mulțime de seriale spin-off pe Paramount+, platforma de streaming deținută de compania părinte Paramount Global. Canalul a prezentat, de asemenea, angajamente limitate de noi seriale originale Paramount+ de la co-creatorul Yellowstone, Taylor Sheridan, folosind Yellowstone ca un pionierat. Între 2020 și 2021, majoritatea programelor originale ale Paramount Network au fost fie anulate, fie mutate la alte terțe Paramount Global, ca parte a unui plan propus de a relansa canalul cu o concentrare pe filme de televiziune. Până în ianuarie 2022, aceste planuri au fost abandonate din cauza impactului COVID-19 și a succesului francizei Yellowstone; lăsându-l pe acesta și Bar Rescue de la Spike ca singurele programe originale ale canalului.
La data de decembrie 2023, aproximativ 61,33 de milioane de locuințe cu televiziune prin plată în Statele Unite transmit Paramount Network; o scădere de la 80,24 de milioane în septembrie 2018.

## Seriale
- Bar Rescue
- Yellowstone
- Waco
- Nobodies
- American Woman
- Heathers
- 68 Whiskey
- Lip Sync Battle
- Cops
- Ink Master
- Ink Master: Angels
- Wife Swap
- Marriage Rescue
- The Last Cowboy
- Ink Master: Grudge Match
- Battle of the Fittest Couples
- Bellator MMA
- 1000 de întâmplări mortale